# Miconia araguensis
Miconia araguensis är en tvåhjärtbladig växtart som beskrevs av John Julius Wurdack. Miconia araguensis ingår i släktet Miconia och familjen Melastomataceae. Inga underarter finns listade i Catalogue of Life.